# Stadtklinik
Stadtklinik is een Duitse dramaserie die op de Duitse tv werd uitgezonden van 1993 tot 2000. Het was de Duitse versie van Medisch Centrum West.
De serie werd geschreven door de Nederlandse auteur Hans Galesloot in samenwerking met een team van Duitse medisch specialisten, scenarioschrijvers en onderzoekers. Er werden in totaal 160 afleveringen geschreven en geproduceerd, die werden bekeken in Duitsland, Oostenrijk en Zwitserland. De kijkcijfers liepen van 9 miljoen kijkers gedurende het eerste uitzendseizoen tot 6 miljoen kijkers tijdens het laatste seizoen. Stadtklinik werd in een bestaand ziekenhuis opgenomen, het St. Marienhospital, aan de oever van de Rijn in het hart van de stad Keulen.

## Rolverdeling
| Acteur             | Personage                               |
| ------------------ | --------------------------------------- |
| Susanne Bentzien   | Andrea Pohl                             |
| André Dietrich     | Dr. Daniel Groddeck                     |
| Anne Eichenberg    | Gaby Dehler                             |
| Siir Eloglu        | Nesrin Ergün                            |
| Michael Evers      | Dr. Ernst Löwitz                        |
| Stefan Gebelhoff   | Bruno Juhnke                            |
| Johannes Grossmann | Prof. Dr. Wilhelm Himmel                |
| Jane Hempel        | Marion Kemmer                           |
| Manuela Joest      | Ulrike Wezlenbrink                      |
| Christine Mayr     | Dr. Maria Anna Josefa 'Marianne' Himmel |
| Herbert Meurer     | Dr. Walt er Schmidt                     |
| Jean-Paul Raths    | Dr. Günther Bach                        |
| Volker Risch       | Dr. Gerhard Attenhofer                  |
| Claus Janzen       | Rolf Zöllner                            |
| Jana Hora          | Dr. Silke Keller                        |
| Claudia Matschulla | Katja Urbach                            |
| Rotraud Rieger     | Maria Birkenfeld                        |
| Katja Weitzenböck  | Dr. Elke Lehmann                        |